# Wybory parlamentarne w Izraelu w 1965 roku

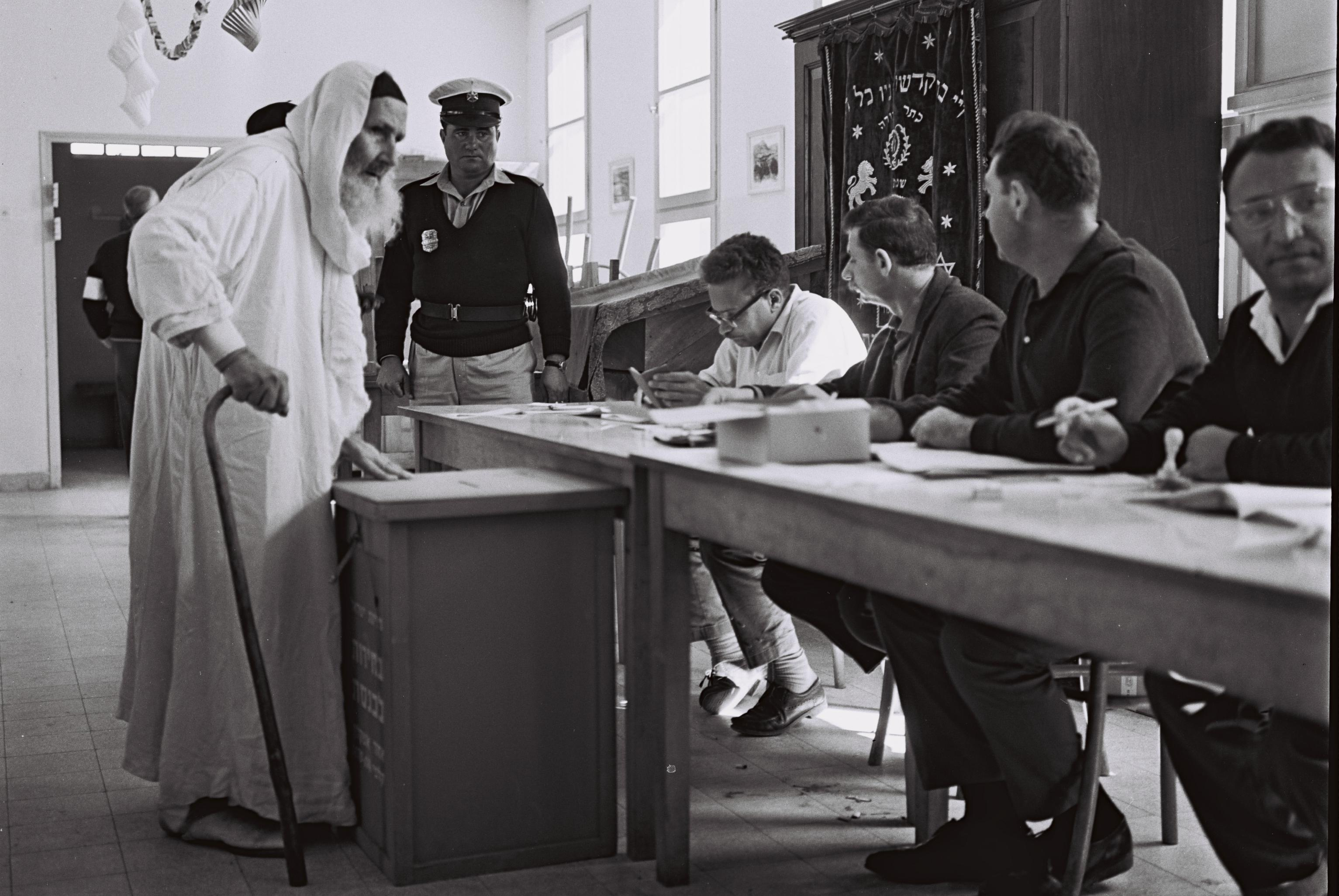
Zdjęcie z głosowania

Wybory parlamentarne w Izraelu do Szóstego Knesetu odbyły się 1 listopada 1965.
Oddano 1,499,988 głosów, w tym ważnych: 1,206,728. Próg wyborczy wynosił 1%, a więc aby uzyskać miejsce w Knesecie, należało otrzymać minimum 12,067 głosów. Średnio na jedno miejsce przypadło 9,881 głosów.

## Oficjalne wyniki
|  | Partia                                        | Głosy     | Procent | Mandaty |
|  | --------------------------------------------- | --------- | ------- | ------- |
|  | Koalicja Pracy (המערך)                        | 443,379   | 36.7%   | 45      |
|  | Gahal (גח"ל)                                  | 256,957   | 21.3%   | 26      |
|  | Narodowa Partia Religijna (מפלגה דתית לאומית) | 107,966   | 8.9%    | 11      |
|  | Rafi (רפ"י)                                   | 95,328    | 7.9%    | 10      |
|  | Mapam (מפ"ם)                                  | 79,985    | 6.6%    | 8       |
|  | Niezależni Liberałowie (ליברלים עצמאיים)      | 45,299    | 3.8%    | 5       |
|  | Agudat Israel (אגודת ישראל)                   | 39,795    | 3.3%    | 4       |
|  | Rakach (רק”ח)                                 | 27,413    | 2,3%    | 3       |
|  | Postęp i Rozwój (קידמה ועבודה)                | 23,430    | 1.9%    | 2       |
|  | Po’alej Agudat Jisra’el (פועלי אגודת ישראל)   | 22,066    | 1.8%    | 2       |
|  | Współpraca i Braterstwo (שיתוף ואחווה)        | 16,034    | 1.3%    | 2       |
|  | Meri (העולם הזה – כוח חדש)                    | 14,124    | 1.2%    | 1       |
|  | Maki (מק"י)                                   | 13,617    | 1.1%    | 1       |
|  | Razem                                         | 1,206,728 | 100,0%  | 120     |

## Posłowie
Posłowie wybrani w wyborach:
| Partia                    | Posłowie |
| ------------------------- | --- |
| Koalicja Pracy            | Jigal Allon, Szulammit Alloni, Mosze Aram, Zalman Aran, Mosze Baram, Re’uwen Barkat, Aharon Becker, Mordechaj Bibi, Awraham Biton, Mosze Karmel, Gawri’el Kohen, Menachem Kohen, Cewi Dinstein, Abba Eban, Arje Eli’aw, Lewi Eszkol, Josef Fischer, Jisra’el Galili, Chajjim Gewati, Akiwa Gowrin, Dawid Hakohen, Rut Haktin, Aszer Chasin, Jisra’el Kargman, Kadisz Luz, Golda Meir, Mordechaj Namir, Dewora Necer, Mordechaj Ofer, Baruch Azanja, Dawid Petel, Dow Sadan, Pinchas Sapir, Mosze Sardines, Elijjahu Sason, Bechor-Szalom Szitrit, Ze’ew Szerf, Szemu’el Szoresz, Rachel Cabari, Ze’ew Cur, Aharon Uzan, Aharon Jadlin, Jisra’el Jeszajahu, Chajjim Josef Cadok, Mordechaj Zar |
| Gahal                     | Zalman Abramow, Binjamin Awni’el, Jochanan Bader, Menachem Begin, Arje Ben Eli’ezer, Chajjim Kohen-Meguri, Aharon Goldstein, Jicchak Klinghoffer, Josef Kremerman, Chajjim Landau, Elijjahu Meridor, Ja’akow Meridor, Szelomo Perlstein, Ester Razi’el-Na’or, Elimelech Rimalt, Josef Sapir, Josef Serlin, Josef Szofman, Eli’ezer Szostak, Mordechaj-Chajjim Sztern, Josef Tamir, Szemu’el Tamir, Awraham Ti’ar, Baruch Uzzi’el, Menachem Jedid, Cewi Zimmerman |
| Narodowa Partia Religijna | Szelomo-Jisra’el Ben-Me’ir, Josef Burg, Micha’el Chazani, Szabbetaj Don-Jichja, Danijjel-Jicchak Lewi, Jicchak Refa’el, Towa Sanhedraj, Binjamin Szachor, Chajjim Mosze Szapira, Mosze Unna, Zerach Warhaftig |
| Rafi                      | Josef Almogi, Dawid Ben Gurion, Mordechaj Ben-Porat, Mosze Dajan, Matilda Guez, Icchak Nawon, Szimon Peres, Jizhar Smilanski, Mordechaj Surkis, Cewi Cur |
| Mapam                     | Re’uwen Arazi, Ja’akow Chazzan, Abd el-Aziz az-Zubi, Natan Peled, Szelomo Rosen, Wiktor Szem-Tow, Emma Talmi, Me’ir Ja’ari |
| Niezależni Liberałowie    | Gidon Hausner, Mosze Kol, Pinchas Rosen, Jehuda Sza’ari, Jizhar Harari |
| Agudat Israel             | Szelomo-Ja’akow Gross, Izaak Meir Lewin, Szelomo Lorincz, Menachem Porusz |
| Rakach                    | Emil Habibi, Taufik Tubi, Me’ir Wilner |
| Postęp i Rozwój           | Sajf ad-Din az-Zubi, Iljas Nachla |
| Po’alej Agudat Jisra’el   | Kalman Kahana, Ja’akow Kac |
| Współpraca i Braterstwo   | Dijab Obejd, Dżabr Mu’addi |
| Meri                      | Uri Awneri |
| Maki                      | Szemu’el Mikunis |